# Artur da Costa e Silva
Artur da Costa e Silva (Taquari, 3 d'octubre de 1899 — Rio de Janeiro, 17 de setembre de 1985) va ser un militar i polític brasiler, el segon president del règim militar instaurat pel Cop d'Estat de 1964.
Nascut a l'interior de Rio Grande do Sul, quan va assumir la presidència de la república tenia el grau de mariscal de l'exèrcit brasiler, i ja havia ocupat el Ministeri de la Guerra en el govern anterior, del mariscal Castelo Branco. El seu govern va iniciar la fase més dura del règim militar, a la qual el general Emílio Garrastazu Médici, el seu successor, va donar continuïtat. Sota el govern Costa e Silva va ser promulgat l'AI-5, que li va donar poder per a tancar el Congrés Nacional, i institucionalitzar la repressió. Durant el seu govern va haver-hi una augment significatiu de les activitats subversives i de terrorisme per combatre la dictadura brasilera.
Va estar casat amb Yolanda Barbosa Costa e Silva, filla d'un militar. Van tenir un fill.